# 田之上慶三郎
田之上 慶三郎（たのうえ けいさぶろう、1971年9月17日 - ）は、鹿児島県指宿市出身の元プロ野球選手（投手、右投右打）、プロ野球コーチ。

## 経歴
指宿商業高から、1989年オフにドラフト外で福岡ダイエーホークスに入団。
1990年には1Aアドバンス級チームだったサリナス・スパーズに野球留学した。
1996年に一軍に昇格し、長らく「未完の大器」と称されていた。
1997年にプロ8年目で初勝利。直球の最速は140km/h程度であった。
2000年はダイエーがリーグ優勝を決めた試合で先発し無失点で勝利投手になるなど、ローテーションの谷間の先発・ロングリリーフを中心とした仕事をこなし、後半戦には主軸を任され、若田部健一ら4投手に次ぐ8勝を挙げた。安定感ではこの年5勝を挙げて一軍に定着した斉藤和巳に勝っていたため、日本シリーズ第4戦（10月26日、福岡ドーム）では先発も経験し、敗戦投手にはなったが読売ジャイアンツ（巨人）打線を5回2失点に抑えた。
2001年には13勝7敗とエース格にのし上がり、最高勝率と最優秀バッテリー賞（城島健司と共に）のタイトルを獲得。オフの契約更改では推定年俸1億円となった。
2002年には開幕投手を務めた。規定投球回はクリアし、防御率は3点台だったが、6勝に留まった。
2003年は若手の斉藤和巳、杉内俊哉、寺原隼人、ルーキーの和田毅と新垣渚が先発ローテーションに入ったことにより、前年の先発ローテーションから総入れ替えになり田之上は先発では僅か1試合の登板に終わる。
2004年は故障のため一軍登板ゼロに終わった。
2005年の交流戦中に一軍に復帰、6月5日の巨人戦に先発し好投、実に991日ぶりの先発勝利を挙げた。その後も谷間の先発として9試合に登板し、3勝3敗の成績を残した。
2006年も開幕は二軍で迎えたが、6月4日の阪神タイガース戦で初登板。326日ぶりの先発勝利を挙げた。
2007年は吉田修司の移籍により投手最年長、またチームに復帰した小久保裕紀と共にチーム最年長となった。しかし成績が振るわず、10月6日に戦力外通告を受け、10月19日に現役引退を発表。同時にコンディショニング担当コーチ補佐に就任した。なお同日付で任意引退選手として公示されている。11月26日に福岡Yahoo! JAPANドームで行われた「感謝の集い2007」で、同じく戦力外通告を受けていた倉野信次、大野隆治、稲嶺誉らと共に別れのセレモニーに参加した。

### 引退後
2008年は二軍コンディショニングコーチ補佐。
2009年から2010年まで一軍投手コーチ（ブルペン担当）を務め、前年リーグワーストだった救援防御率を2年連続でリーグ1位に押し上げ、SBM（攝津正、ブライアン・ファルケンボーグ、馬原孝浩）の勝利の方程式は構築し、2010年のリーグ優勝に貢献した。
2011年から2012年まで二軍投手コーチを務めた。
2013年からは北海道日本ハムファイターズの二軍投手コーチを務める。大谷翔平を指導した。
2014年10月28日に任期満了につき退団。同年11月8日に二軍投手コーチとしてソフトバンクに復帰。
2015年11月3日に一軍投手コーチに就任することが発表された。
2016年10月28日より三軍投手コーチを担当。
2017年、11月25日から台湾で開催されるアジアウインターベースボールリーグにおいて、NPBウエスタン選抜の投手コーチを務めた。
2023年シーズン終了をもって退団した。田之上の妻は福岡県糸島市の筑前前原駅前にある実家の婦人服店を継承していたが、その妻が2022年末に緊急搬送されたこともあり、田之上は2023年夏に退団を申し入れていた。退団後は同店に併設されたカフェの運営に携わっている。

## 選手としての特徴・人物
曲がりの大きいカーブなどが武器の右腕。
プロ入り時は最高球速が僅か128km/hだったが、ウエイトトレーニングや食事に気を遣うなど地道な努力を重ねたことで、2001年には最速149km/hまで上げた。
端正な顔立ちの持ち主で、現役時代は女性ファンも多かった。

## 詳細情報

### 年度別投手成績
| 年 度      | 球 団                 | 登 板 | 先 発 | 完 投 | 完 封 | 無 四 球 | 勝 利 | 敗 戦 | セ 丨 ブ | ホ 丨 ル ド | 勝 率 | 打 者 | 投 球 回 | 被 安 打 | 被 本 塁 打 | 与 四 球 | 敬 遠 | 与 死 球 | 奪 三 振 | 暴 投 | ボ 丨 ク | 失 点 | 自 責 点 | 防 御 率 | W H I P |
| ---------- | --------------------- | ----- | ----- | ----- | ----- | -------- | ----- | ----- | -------- | ----------- | ----- | ----- | -------- | -------- | ----------- | -------- | ----- | -------- | -------- | ----- | -------- | ----- | -------- | -------- | ------- |
| 1996       | ダイエー ソフトバンク | 2     | 0     | 0     | 0     | 0        | 0     | 0     | 0        | --          | ----  | 9     | 3.0      | 0        | 0           | 0        | 0     | 0        | 4        | 0     | 0        | 0     | 0        | 0.00     | 0.00    |
| 1997       | ダイエー ソフトバンク | 32    | 14    | 0     | 0     | 0        | 4     | 9     | 0        | --          | .308  | 405   | 93.2     | 104      | 3           | 29       | 1     | 2        | 52       | 7     | 0        | 57    | 53       | 5.09     | 1.42    |
| 1998       | ダイエー ソフトバンク | 8     | 2     | 0     | 0     | 0        | 0     | 1     | 0        | --          | .000  | 88    | 19.2     | 24       | 2           | 6        | 1     | 0        | 10       | 1     | 0        | 9     | 9        | 4.12     | 1.53    |
| 1999       | ダイエー ソフトバンク | 11    | 5     | 0     | 0     | 0        | 2     | 3     | 0        | --          | .400  | 152   | 35.0     | 35       | 4           | 19       | 0     | 0        | 11       | 1     | 1        | 19    | 19       | 4.89     | 1.54    |
| 2000       | ダイエー ソフトバンク | 24    | 15    | 0     | 0     | 0        | 8     | 4     | 0        | --          | .667  | 385   | 88.2     | 94       | 4           | 34       | 2     | 2        | 56       | 2     | 0        | 38    | 38       | 3.86     | 1.44    |
| 2001       | ダイエー ソフトバンク | 29    | 27    | 5     | 1     | 1        | 13    | 7     | 0        | --          | .650  | 716   | 171.2    | 172      | 16          | 42       | 2     | 2        | 99       | 2     | 0        | 85    | 72       | 3.77     | 1.25    |
| 2002       | ダイエー ソフトバンク | 26    | 24    | 4     | 1     | 0        | 6     | 9     | 0        | --          | .400  | 622   | 148.2    | 154      | 19          | 30       | 0     | 3        | 83       | 1     | 0        | 75    | 65       | 3.93     | 1.24    |
| 2003       | ダイエー ソフトバンク | 3     | 1     | 0     | 0     | 0        | 1     | 1     | 0        | --          | .500  | 35    | 8.0      | 7        | 2           | 4        | 0     | 0        | 4        | 0     | 0        | 5     | 5        | 5.63     | 1.63    |
| 2005       | ダイエー ソフトバンク | 9     | 9     | 0     | 0     | 0        | 3     | 3     | 0        | 0           | .500  | 203   | 48.0     | 51       | 6           | 13       | 0     | 0        | 27       | 1     | 0        | 24    | 22       | 4.13     | 1.33    |
| 2006       | ダイエー ソフトバンク | 5     | 5     | 0     | 0     | 0        | 1     | 3     | 0        | 0           | .250  | 105   | 22.2     | 35       | 2           | 5        | 1     | 1        | 9        | 0     | 0        | 13    | 13       | 5.16     | 1.76    |
| 2007       | ダイエー ソフトバンク | 4     | 4     | 0     | 0     | 0        | 1     | 2     | 0        | 0           | .333  | 83    | 18.0     | 24       | 5           | 7        | 0     | 2        | 11       | 0     | 1        | 13    | 11       | 5.50     | 1.72    |
| 通算：11年 | 通算：11年            | 153   | 106   | 9     | 2     | 1        | 39    | 42    | 0        | 0           | .481  | 2803  | 657.0    | 700      | 63          | 189      | 7     | 12       | 366      | 15    | 2        | 338   | 307      | 4.21     | 1.35    |

- 各年度の太字はリーグ最高
- ダイエー（福岡ダイエーホークス）は、2005年にソフトバンク（福岡ソフトバンクホークス）に球団名を変更

### タイトル
- 最高勝率：1回（2001年）

### 表彰
- 最優秀バッテリー賞：1回（2001年 捕手：城島健司）

### 記録
- 初登板：1996年9月26日、対近鉄バファローズ25回戦（藤井寺球場）、9回裏に5番手で救援登板・完了、1回無失点
- 初奪三振：同上、9回裏に善村一仁から
- 初先発：1997年4月12日、対オリックス・ブルーウェーブ2回戦（福岡ドーム）、8回2失点で敗戦投手
- 初勝利・初先発勝利：1997年5月5日、対近鉄バファローズ6回戦（福岡ドーム）、7回1/3を2失点
- 初完投勝利：2001年5月1日、対千葉ロッテマリーンズ7回戦（福岡ドーム）、9回2失点
- 初完封勝利：2001年6月29日、対千葉ロッテマリーンズ16回戦（福岡ドーム）

### 背番号
- 94（1990年 - 1991年、2008年）
- 64（1992年 - 2007年）
- 86（2009年 - 2012年）
- 75（2013年 - 2014年）
- 82（2015年 - ）